# Bruchophagus clelandi
Bruchophagus clelandi is een vliesvleugelig insect uit de familie Eurytomidae. De wetenschappelijke naam is voor het eerst geldig gepubliceerd in 1912 door Cameron.